# Carterton, Oxfordshire
Carterton är en stad och civil parish i grevskapet Oxfordshire i England. Orten ligger i distriktet West Oxfordshire, cirka 8 kilometer sydväst om Witney och cirka 26 kilometer nordost om Swindon. Tätortsdelen (built-up area sub division) Carterton hade 15 769 invånare vid folkräkningen år 2011. Carterton ligger vid flygbasen RAF Brize Norton.